# Carolena Carstens
Carolena Carstens (* 18. Januar 1996 in Glen Ellyn, Illinois) ist eine panamaische Taekwondoin. Sie startet in der Gewichtsklasse bis 49 Kilogramm.
Carstens kam schon mit vier Jahren über Kickboxen zum Taekwondo. Sie besitzt die US-amerikanische und panamaische Staatsbürgerschaft und trainiert unter Eric Laurin in Jacksonville. Ihren ersten internationalen Wettkämpfe bestritt Carstens im Jahr 2011. Bei den Junioren-Panamerikameisterschaften in Las Vegas erreichte sie das Finale und gewann die Silbermedaille, im Erwachsenenbereich zog sie bei der Weltmeisterschaft in Gyeongju überraschend ins Viertelfinale ein, verlor dort aber gegen Rukiye Yıldırım.
Carstens verlor im November 2011 beim panamerikanischen Olympiaqualifikationsturnier in Santiago de Querétaro in der Gewichtsklasse bis 49 Kilogramm den entscheidenden Kampf um den dritten Platz und verpasste die Qualifikation für die Olympischen Spiele 2012 in London nur knapp. Von der World Taekwondo Federation erhielt sie jedoch eine Wildcard für die Teilnahme. In London war sie die jüngste Teilnehmerin im Taekwondo und kam in ihrer Gewichtsklasse auf den siebten Platz.